# Lockhartia ludibunda
Espèce
Lockhartia ludibunda est une espèce de plantes de la famille des Orchidaceae.

## Description
Plante voisine de Lockhartia lunifera (en), sa fleur est jaune d'or, mélangée de rouge-pourpre. Elle est cultivée dans le jardin de M. Schiller.